# Élections législatives suédoises de septembre 1914

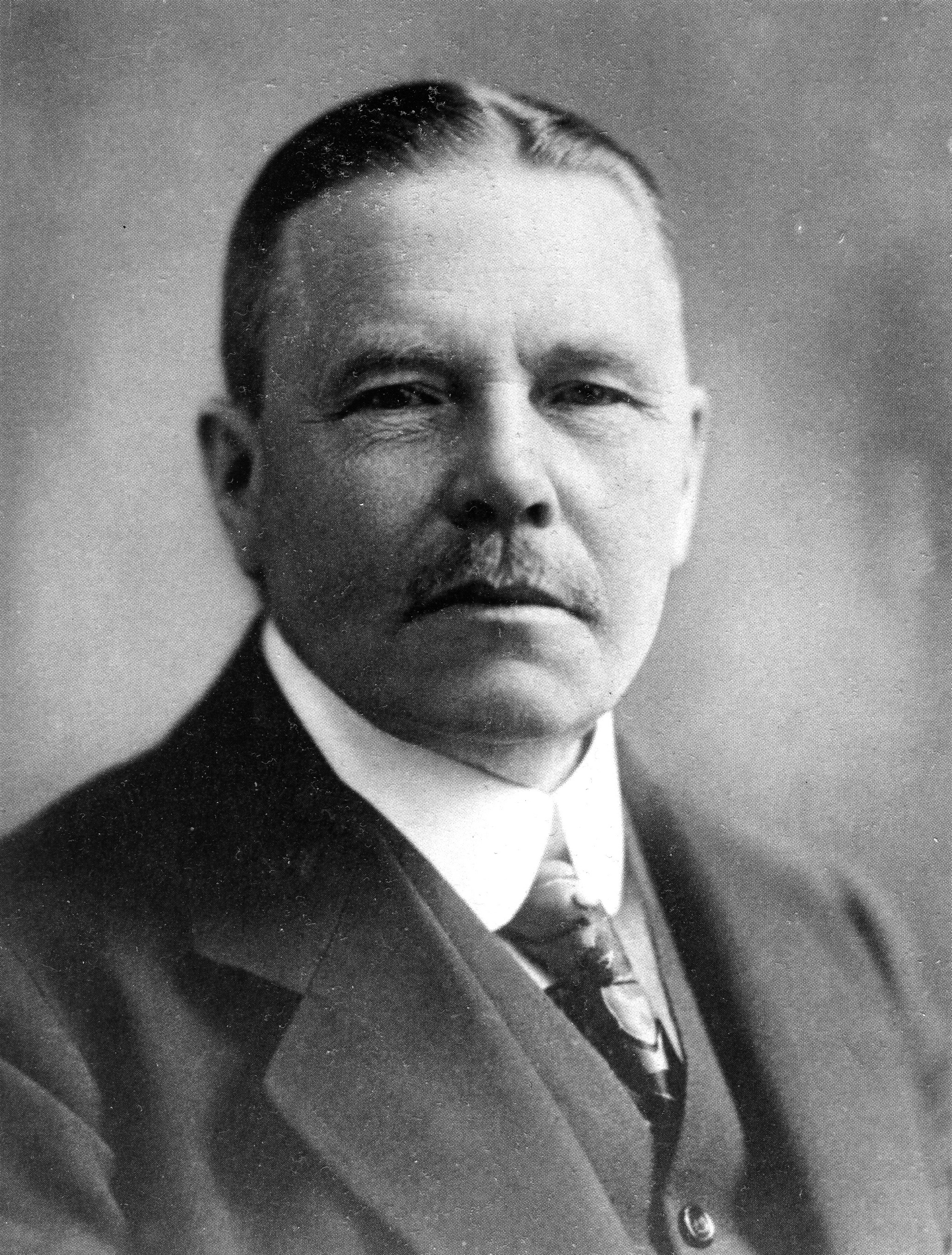
Arvit Lindman, le chef de parti de la Ligue électorale générale

Les élections législatives suédoises de septembre 1914 se sont déroulées entre le 5 et le 13 septembre 1928. La Ligue électorale générale gagne les élections et reste au pouvoir.

## Résultats
|                                |                                     |                                     |           |       |      |               |               |  |  |
| Parti                          | Parti                               | Parti                               | Votes     | %     | +/−  | Sièges        | +/−           |  |  |
|                                |                                     | Ligue électorale générale (AV)      | 267 124   | 36,52 | 1,13 | 86            | en stagnation |  |  |
|                                | Ligue des fermiers (B)              | 1 507                               | 0,21      | Nv.   | 0    | Nv.           |               |  |  |
| Ligue électorale générale (AV) | Ligue électorale générale (AV)      | 268 631                             | 36,73     | 0,92  | 86   | en stagnation |               |  |  |
|                                | Parti social-démocrate (S)          | Parti social-démocrate (S)          | 266 133   | 36,39 | 6,3  | 87            | 14            |  |  |
|                                | Association nationale libérale (FL) | Association nationale libérale (FL) | 196 493   | 26,87 | 5,37 | 57            | 14            |  |  |
|                                | Autres partis                       | Autres partis                       | 104       | 0,01  | –    | 0             | en stagnation |  |  |
|                                |                                     |                                     |           |       |      |               |               |  |  |
| Votes valides                  | Votes valides                       | Votes valides                       | 731 361   | 99,44 |      |               |               |  |  |
| Votes blancs et invalides      | Votes blancs et invalides           | Votes blancs et invalides           | 4 124     | 0,56  |      |               |               |  |  |
| Total                          | Total                               | Total                               | 735 485   | 100   | –    | 230           | en stagnation |  |  |
| Abstentions                    | Abstentions                         | Abstentions                         | 376 282   | 33,85 |      |               |               |  |  |
| Inscrits / participation       | Inscrits / participation            | Inscrits / participation            | 1 111 767 | 66,15 |      |               |               |  |  |